# Союз ТМА-3
Союз ТМА-3 — пілотований космічний корабель серії «Союз», на якому здійснено політ до Міжнародної космічної станції (МКС). Старт відбувся 18 жовтня 2003 року, посадка 30 квітня 2004 року. На борту корабля було троє космонавтів.

## Галерея

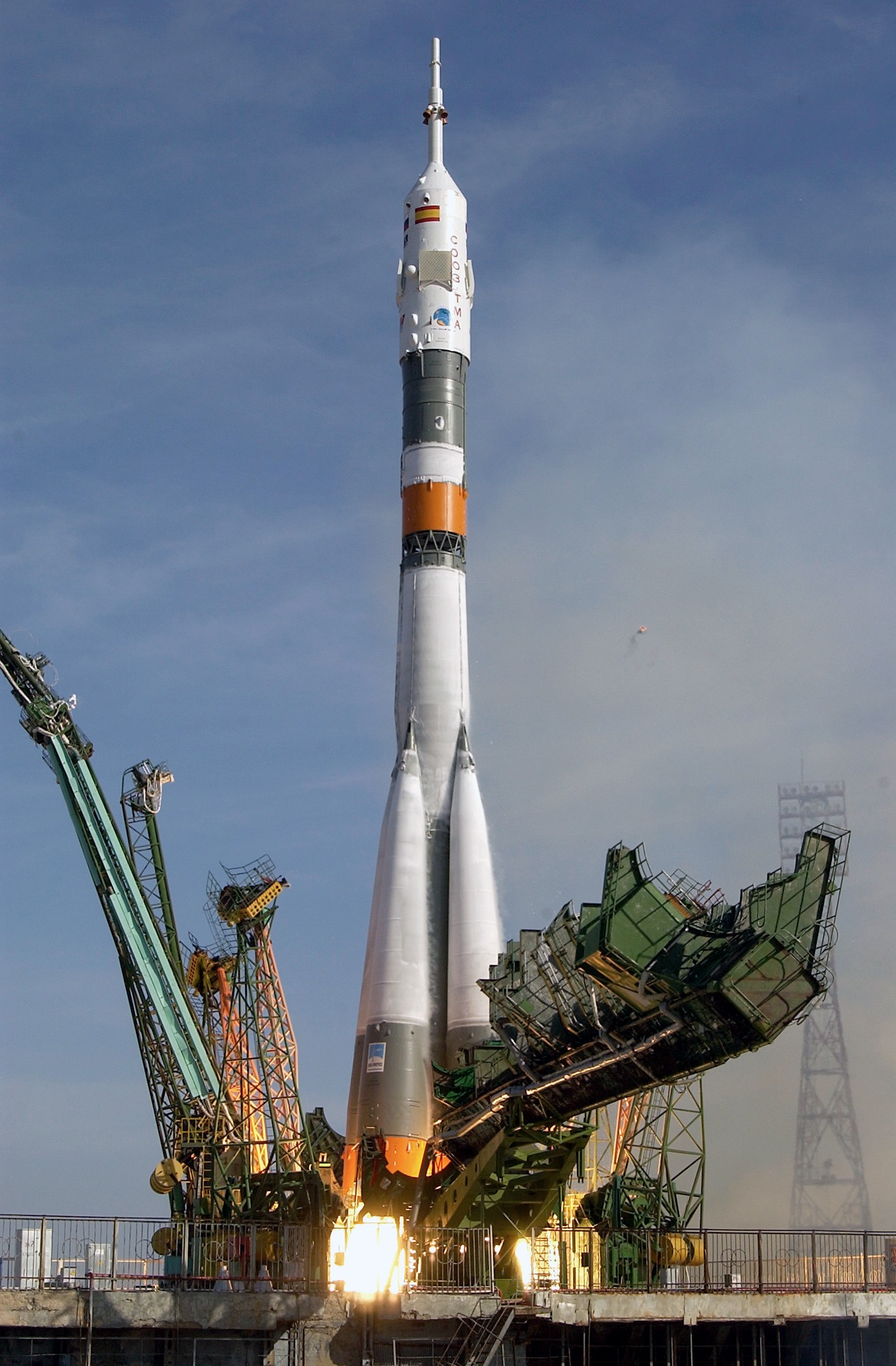
Старт Союз ТМА-3